# Ad Bergshoeff

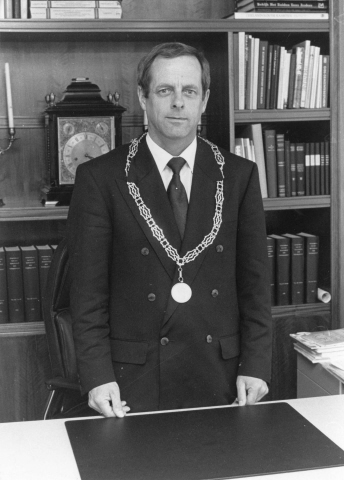
A. Bergshoeff na zijn installatie als burgemeester van Duiveland (1987)

Ad Bergshoeff (Woerden, maart 1939) is een Nederlands politicus van de ARP en later het CDA.
Hij heeft zijn hbs niet afgemaakt maar later wel onder andere het MO-diploma economie gehaald. Bergshoeff heeft gewerkt bij de gemeente Borsele en bij de accountantsdienst van de Vereniging van Nederlandse Gemeenten (VNG). Verder was hij ook betrokken bij de lokale politiek. In 1966 stond Bergshoeff bijna onderaan op de ARP-kandidatenlijst in Middelburg voor de gemeenteraadsverkiezingen. Vier jaar later werd hij wel gekozen en in 1975 werd hij daar wethouder. In mei 1987 volgde zijn benoeming tot burgemeester van Duiveland en in september 1994 werd hij de burgemeester van de Gelderse gemeente Lingewaal. Enkele maanden later kreeg hij daar als burgemeester te maken met de grootschalige verplichte evacuatie van onder andere de Tielerwaard vanwege problemen met zeer hoog water van de rivieren. In september 2001 ging Bergshoeff vervroegd met pensioen.